# Lasionycta leucocycla
Lasionycta leucocycla är en fjärilsart som beskrevs av Otto Staudinger 1857. Lasionycta leucocycla ingår i släktet Lasionycta och familjen nattflyn, Noctuidae. Fyra underarter finns listade i Catalogue of Life, Lasionycta leucocycla albertensis McDunnough, 1925, Lasionycta leucocycla hampa Smith, 1908, Lasionycta leucocycla magadanensis Kononenko  & Lafontaine, 1986 och  Lasionycta leucocycla moeschleri Staudinger, 1901.

## Bildgalleri

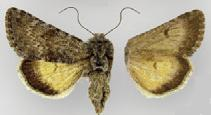
Underarten L.l.albertensis (hona)
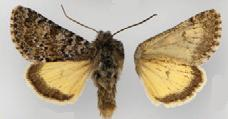
Underarten L.l.albertensis (hane)
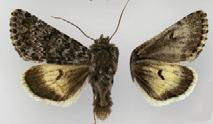
Nominatunderarten L.l.leucocycla (hane)
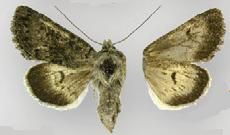
Nominatunderarten L.l.leucocycla (hona)
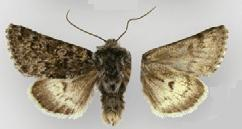
Underarten L.l.hampa (hane)